# Arthur V. Johnson
Arthur V. Johnson (2 de febrero de 1876 – 17 de enero de 1916) fue un actor pionero y director de cine mudo norteamericano.

## Biografía
Nacido en Cincinnati, Ohio, Arthur Vaughen Johnson comenzó como actor en 1905, en los estudios Edison en el Bronx, Nueva York, en el drama “The White Caps”, dirigido por Wallace McCutcheon y Edwin S. Porter. En 1908 fue a trabajar en los estudios Biograph donde trabajó en películas dirigidas por D.W. Griffith incluyendo en 1909 Resurrection y un año después In Old California. En Biograph, Arthur Johnson actuó con estrellas como Mary Pickford y Florence Lawrence. Johnson estaba considerado como el actor favorito de Griffith.
En 1911 aceptó una oferta de los estudios Lubin en Filadelfia que le permitieron dirigir además de actuar. Problemas de salud pusieron fin a su carrera en 1915 después de haber participado en más de 300 cortos de cine mudo y de haber dirigido 26.
Se casó con la actriz Florence Hackett con la que aparecía en 1913 en la película “Power of the Cross.” Murió de tuberculosis en Filadelfia en 1916, pocas semanas después de cumplir los 40.

## Filmografía (parcial)
- The Taming of the Shrew (1908)
- Romance of a Jewess (1908)
- The Golden Louis (1909)
- A Drunkard's Reformation (1909)
- Resurrection (1909)
- The Sealed Room (1909)
- The Hessian Renegades (1909)
- The Death Disc: A Story of the Cromwellian Period (1909)
- To Save Her Soul (1909)
- The Day After (1909)
- All on Account of the Milk (1910)
- In Old California (1910)
- The Two Brothers (1910)
- A Romance of the Western Hills (1910)
- The Lily of the Tenements (1911)